# Ultimate Fighting Championship
Ultimate Fighting Championship (UFC) là một công ty giải trí võ thuật hỗn hợp (MMA) của Mỹ có trụ sở tại Las Vegas, Nevada, được sở hữu và điều hành bởi Endeavour Group Holdings cùng với Silver Lake Partners, Kohlberg Kravis Roberts và MSD Capital thông qua Zuffa, LLC. Đây là công ty quảng bá MMA lớn nhất thế giới và có một số võ sĩ cấp cao nhất trong môn thể thao này trong danh sách của mình. UFC sản xuất các sự kiện thi đấu trên toàn thế giới giới thiệu mười hai hạng cân nặng (tám hạng cân cho nam và bốn cho phụ nữ) và tuân thủ Quy tắc thống nhất của võ thuật hỗn hợp. Tính đến năm 2020, UFC đã tổ chức hơn 500 sự kiện. Dana White là chủ tịch UFC từ năm 2001. Dưới sự quản lý của White, UFC đã phát triển thành một doanh nghiệp trị giá hàng tỷ đô la nổi tiếng toàn cầu.
Sự kiện đầu tiên được tổ chức vào năm 1993 tại McNichols Sports Arena ở Denver, Colorado. Mục đích của các cuộc thi Ultimate Fighting Championship đầu tiên là xác định môn võ thuật hiệu quả nhất trong một cuộc thi với các quy tắc tối thiểu và không có hạng cân giữa các đối thủ của các môn chiến đấu khác nhau như đấm bốc, kickboxing, Brazil Jiu-Jitsu, Sambo, đấu vật, Muay Thai, Karate, Taekwondo và Judo. Trong các sự kiện tiếp theo, các chiến binh bắt đầu áp dụng các kỹ thuật hiệu quả từ nhiều môn phái, điều này gián tiếp giúp tạo ra một phong cách chiến đấu riêng biệt được gọi là võ thuật hỗn hợp ngày nay. Vào năm 2016, công ty mẹ của UFC, Zuffa, đã được bán cho một nhóm do William Morris Endeavour (WME-IMG), bao gồm Silver Lake Partners, Kohlberg Kravis Roberts và MSD Capital  với giá 4,025 tỷ USD.
Với một thỏa thuận truyền hình và mở rộng ở Úc, Châu Á, Châu Âu, và các thị trường mới ở Hoa Kỳ, UFC đã tăng mức độ phổ biến và đạt được độ phủ sóng truyền thông chính thống lớn hơn; chương trình khuyến mãi mang lại tổng doanh thu 609 triệu đô la Mỹ trong năm 2015, và thỏa thuận quyền truyền thông trong nước tiếp theo với ESPN được định giá 1,5 tỷ đô la trong thời hạn 5 năm.

## Luật thi đấu
Luật hiện hành của giải UFC được thiết lập lúc ban đầu bởi Ban Điều Hành Thể thao New Jersey. Những điều lệ cho luật võ tổng hợp của New Jersey thiết lập cũng được áp dụng cho các bang khác, bao gồm Nevada, Louisiana, và California. Những luật đó cũng được sử dụng cho các hoạt động quảng bá khác trong nước Mỹ. Do đó đã trở thành tiêu chuẩn trên thực tế của luật thi đấu võ thuật tổng hợp trên cả nước.
Hiệp thi đấu
Các trận đấu của UFC giới hạn trong khoảng thời gian tối đa, phụ thuộc vào các giải đấu khác nhau. Trong tất cả các trận đánh, mỗi hiệp không được quá 5 phút. Trong giải mới nhất cho phép tối đa 5 hiệp trong 1 trận đấu. Có 1 phút nghỉ trong thời gian giữa các hiệp.